# Colonne sonore di Ranma ½
Questa pagina raccoglie tutti i CD contenenti la colonna sonora dell'anime Ranma ½, realizzata dai compositori Hideharu Mori, Kenji Kawai e Akihisa Matsuura.

## Ranma ½ Musical Dojo Vol. 1
Tracce
1. Jajauma ni sasenaide - Etsuko Nishio
2. Here's Ranma! / You'd Better Let Me Handle This
3. Am I seeing What I Think I'm Seeing...?/ You've Gotta Be Kidding/ My Father, the Panda
4. Me!? Marry That Pervert!? / Life as Usual / "Okay" Is Not the Word
5. Tatewaki Kuno, Age 17 / Now Do You Get It!?
6. Kung Fu Action Parts 1 & 2
7. O Jusenkyo! / For the Sake of the Art / His 'n' Her Suffering
8. You Don't Love Me Back / The Tofu Waltz
9. Are You Reading My Moves? / Cut to the Chase / I'll Get You Next Time For Sure / Eyecatch No. 1
10. Two-Part Secret Heart
11. Eyecatch No. 2 / What a Sweet Widdle Piggy / You're SO Uncute / Ranma vs. Ryoga / You Don't Love Me Back Redux
12. Twisted Sister / Concerto in Black Rose
13. Greetings from China / You I Love / A Tight Spot
14. Something's Out There / I Know What You're Up To
15. Just So Long as You Realize / Interlude / Flamingoes Take Flight (Ranma's Conscience)
16. It's Like a Dream / No Surrender / Off the Top Rope / Hijinks Ensue
17. Platonic Tsuranuite - Kaori Sakagamai

## Ranma ½ Musical Dojo Vol. 2
Tracce
1. "Meet Ranma Saotome" / Danger Threatens / Here Comes a New Challenger
2. An Evil Omen
3. Prepare for the Worst
4. Cat-Fu Fighting
5. Panda Hopscotch / Down Home Country Goodness
6. Lather, Rinse, & Repeat / Happy, Shiny Morning
7. A Melancholy Moment
8. Skulking in Corners
9. Making the Best of It / Come One, Come All / Carnival
10. Kuno's Counterattack
11. This Should Be a HAPPY Occasion / Plans 'n' Plots
12. Cut to the Chase Part 2
13. Cut to the Chase Part 3
14. All Purty, Like
15. Wistful "What If"s / It Could Have Been
16. The Comeback Kid / Eyecatch No. 3
17. Eyecatch No. 4 / Pomp and Stupid Stances / Anything-Goes Takeout
18. Put Your Money Where Your Mouth Is / Same As it Ever Was
19. Curse of the Full-Body cat Tongue / Eldritch Arts / The Best-Laid Plans of Mice and Smelts / Danger Hits a New Level (The Phoenix Pill)
20. P-chan's Dilemma / Beat the Clock
21. A Blushing Example of Japanese Womanhood
22. Can't You See Where I'm Coming From?
23. Mousse Needs Women
24. Hurry, Ranma Saotome!
25. Akane's Daydream / Ever Since I Was a Little Girl
26. In the Throes of Combat / It All Comes Down to This
27. Don't mind lay lay boy - Etsuko Nishio

## Ranma ½ Fierce Fighting Music Supplemental
Tracce
1. M-7
2. M-42
3. M-43
4. M-44
5. M-45
6. M-46
7. M-47
8. M-50
9. M-51
10. M-54

## Ranma ½ Hot Songs Contest
Tracce
1. Two-Part Secret Heart
2. Little Date (TV Service Version)
3. Anything-Goes Martial Arts Goes On ~Panda Can't Sing the Song
4. Wo Da Airen
5. A Ballad of Rainbows and Rinks ~ Beloved Florence
6. Uncute, Unsexy
7. Let's Go to the Forest
8. Love Letter From China
9. Dream Balloon
10. Akane's Lullaby
11. Lambada Ranma (Curtain Call Version)

## Ranma ½ Music Calendar
Tracce
1. (Gen.) The Best Thing in the World! I Love New Year!
2. (Feb.) A Black Rose For Valentine's
3. (Mar.) I Won't Be a Kind, Good Girl
4. (Apr.) Tonight is April Fools
5. (Mag.) Cat Cafe Menu Song
6. (Giu.) Father
7. (Lug.) So Many Memories
8. (Ago.) Magical Limbo Dance
9. (Set.) Dear Akane
10. (Ott.) Ready * Go!
11. (Nov.) November Rain
12. (Dic.) Character's Christmas

## Ranma ½ DoCo First
Tracce
1. Prologue
2. Us From Now On
3. Red Shoe Sunday
4. Liar
5. A Slightly Hilly Road
6. So Many Memories
7. Him

## Ranma ½ Movie 1: Huge Decisive Battle in Nekonron, China! Breaking the Rules of Fierce Fighting!
Tracce
1. Overture
2. Great Confusion! A Gathering of the Whole Crew
3. Lychee & Jasmine
4. Kirin Visits
5. Happosai's Reminiscence
6. The First Battle to Reclaim Akane
7. The Journey to Nekonron
8. The Second Battle to Reclaim Akane
9. Kirin's Resolve
10. The First Castle: Bishamonten
11. The Second Castle: Daikokusei and Daihakusei
12. The Third Castle: Muu
13. The Fourth Castle: Monlon
14. The Fifth Castle: Ebiten
15. The Decisive Battle! The Wall of Chopsticks
16. The End
17. It's Love
18. Finale

## Ranma ½ Songs Karuta
Tracce
1. Musabetsu Kakutou Icchokusen (Genma)
2. Miracle Panda (Panda)
3. Present (Ryoga)
4. Enmusubi no Suzu Irankanya (Ghost Cat)
5. Nannichuan wo Sagase (Ranma)
6. It's Love (Duck)
7. Poppy Flower (Tsubasa)
8. Let's Keep It Platonic ([[Kodachi Kuno|Kodachi]])
9. Watashi no Kemuuru (Azusa)
10. Kuno-chan ga Yattekuru (Nabiki)
11. So Many Memories (DoCo)
12. Jusenkyou Yoitoko (La guida)
13. Okonomiyaki ni Kaita Love Letter (Ukyo)
14. No Way! Part 2 (Kasumii)
15. Sochi no Makeja (Gambling King)
16. Friends (Nabiki)
17. China kara no Tegami (Ryoga and La guida)
18. Hanashi wo Kiite Okureyasu (Sentaro)
19. Equal Romance (DoCo)
20. Tres Bien de Gozaimasu (Picolet and Madame Saint Paul)
21. Little Date (Obaba and Baasama)
22. Ittai Kokoha Doko nanda! (Ryoga)
23. Kanashimi no Biera (Shampoo)
24. Kaji no Uta (Kasumii)
25. Shinobi Ondo (Sasuke)
26. Haikei, Shampoo (Mousse)
27. Alps no Budouka (Soun)
28. Hyakunen me no Uwaki (Happosai & Obaba)
29. Boku no Kumahachi (Yotaro)
30. Mori no Kumasan (Tacchi & Kocchi)
31. Don't Cry Anymore (Ranma)
32. Earth Orchestra (Ranma)
33. Musabetsu Kakutouryuu no Uta (Souni& Genma)
34. Nee P-chan (Akane)
35. Watashi no Moderiaano (Azusa)
36. Don't Make Me Wild Like You (Shampoo)
37. Don't Mind China Boy (Akane)
38. Shudaika Girls no Uta (Yoshie Hayasaka & Michiyo Nakajima)
39. Hahahaha! ([[Preside Kuno]])
40. Ouenteki Shampoo Anego (Linlin & Ranran)
41. Root Nibun no Yoisho (Akane)
42. Watashi no Rebidusu (Azusa)
43. Kakemeguru Ougon Pair (Mikado)
44. The Ballad of Ranma and Akane (Ranma & Akane)
45. Lambada Ranma Saotome|Ranma '92 (Ranma teki Kagekidan Goikkou-sama)

## Ranma ½ 1992 Music Calendar - Akane's Diary of Memories
Tracce
1. Talk 1
2. Talk 2
3. Talk 3
4. Talk 4
5. Talk 5
6. Talk 6

## Ranma ½ Strongest Music OST
Tracce
1. The Line Of Kindness
2. Nostalgia
3. A Messenger from the Darkness
4. The Squeals of an Easily Amused Person
5. Public Park Where Sunlight Filters Through the Trees
6. Dining Table of Hopes and Desires
7. Bad Girl's Invitation
8. Sad Love
9. A Happening By the Sea
10. The Last Lesson
11. Challenge Again
12. A Movie-Like Story
13. Easily Amused, Again

## Ranma ½ Movie 2: Decisive Battle at Togenkyo! Take Back the Brides!!
Tracce
1. On the Sandy, White Beaches...
2. The Wreck of the Lady Binsense
3. Peaches!?
4. Shadow Attack
5. Toma, Prince of Illusions
6. The Legend of Togenkyo
7. Sneaking into the Enemy Fortress I
8. Harem Palace
9. Survival Game
10. Sneaking into the Enemy Fortress II
11. Great South Seas Battle I: First Fight
12. The Slap!
13. The Lament of a Motherless Child
14. Great South Seas Battle II: Wonton
15. Great South Seas Battle III: Toristan
16. Great South Seas Battle IV: Sarutoru
17. Final Battle!
18. To the Horizon...

## Ranma ½ Opening Theme Collection
Tracce
1. Don't Make Me Wild Like You
2. Little Date
3. So Many Memories
4. No Way! Part 2
5. Earth Orchestra
6. Don't Cry Anymore
7. Love Seeker (Can't Stop It)
8. Ranma You Pervert (Dialog)

## Ranma ½ Ending Theme Collection
Tracce
1. Let's Keep it Friends
2. Equal Romance
3. Don't Mind China Boy
4. Lambada Ranma
5. Present
6. Friends
7. Poppy Flower
8. Positive
9. Between the Rainbow and the Sun

## Ranma ½ 1993 Music Calendar
Tracce
1. No Way! Part 2
2. A Piece of Love
3. So Many Memories
4. Little Date
5. Don't Make Me Wild Like You

## Ranma ½ Electronic Game Music Collection
Tracce
1. Magical Wings / Hiro
2. Like A Child
3. Between the Rainbow and the Sun
4. Don't Make Me Wild Like You
5. Magical Wings (Instumental)
6. Pure Power
7. You and I (Instumental)
8. Don't Cry Anymore
9. White Orchid Suite
10. You and I / Hiro

## Ranma ½ 1995 Music Calendar
Tracce
1. Talk 1
2. Don't Make Me Wild Like You
3. Talk 2
4. Equal Romance
5. Talk 3
6. No Way! Part 2
7. Talk 4
8. Lambada Ranma
9. Talk 5
10. Friends

## Ranma ½ Ultra Anything-Goes Decisive Battle! Movie and OVA OST
Tracce
1. Love Panic
2. A Certain Clear Day...
3. Premonition of Case
4. Panda's March!?
5. Mysterious Secrets
6. A Formidable Enemy's Appearance
7. Doubtful Doubtful Pursuit Travel
8. Guilty Cover Up
9. Smartly Dressed and Going Out
10. Tendo Family's Fantastic Christmas
11. Crossing the Wind of Society is Chilly
12. One Large Resolution
13. Ranma * Anything Goes Martial Arts, Large Decisive Battle!
14. Akane's Thoughts
15. The Ballad of Ranma & Akane
16. Overture
17. Phoenix's Birth
18. Frightful Beak Attack
19. Dreadful Tenacity
20. Large Decisive Battle in the Bathroom
21. Phoenix's Secret
22. Kind Gesture
23. Akane's Big Pinch
24. Ranma vs Phoenix Sword
25. Phoenix * Frightful Gigantic Change
26. Do or Die Mid-Air Battle
27. Destruction
28. Phoenix's Leaving the Nest
29. Leaving Behind Pebbles
30. Neverending Summer Vacation

## Ranma ½ DoCo Second
Tracce
1. A Pure & Honest Christmas
2. In the Middle of Elementary School
3. Never-Ending Summer Vacation
4. The Sparkling Sky & Your Voice
5. Love Vanished Once (Regretably)
6. Mutual Love is Complex (Live)

## Ranma ½ DoCo Original Karaoke
Tracce
1. Us From Now On
2. Red Shoe Sunday
3. Liar
4. A Slightly Hilly Road
5. So Many Memories
6. Him
7. Equal Romance (One Chorus)
8. A Pure & Honest Christmas
9. In The Middle of Elementary School
10. Never-Ending Summer Vacation
11. The Sparkling Sky & Your Voice
12. Love Vanished Once, Regretably
13. Mutual Love is Complex
14. Mutual Love is Complex (Live Version)

## Ranma ½ Music Ironman Collection
Tracce
First set - Hideharu Mori Extended Verision
1. Work# 1 (Hideharu Mori Extended Verision)
2. Work# 2 (Hideharu Mori Extended Verision)
3. Work# 3 (Hideharu Mori Extended Verision)
4. Work# 4 (Hideharu Mori Extended Verision)
5. Work# 1 (Hideharu Mori Unpublished Songs)
6. Work# 2 (Hideharu Mori Unpublished Songs)
7. Work# 3 (Hideharu Mori Unpublished Songs)
8. Work# 4 (Hideharu Mori Unpublished Songs)
9. Work# 5 (Hideharu Mori Unpublished Songs)
10. Work# 6 (Hideharu Mori Unpublished Songs)
11. Work# 7 (Hideharu Mori Unpublished Songs)
12. Work# 8 (Hideharu Mori Unpublished Songs)
13. Work# 9 (Hideharu Mori Unpublished Songs)
14. Work# 10 (Hideharu Mori Unpublished Songs)
15. Work# 11 (Hideharu Mori Unpublished Songs)
16. Work# 12 (Hideharu Mori Unpublished Songs)
17. Work# 1 (Kenji Kawai Extended Version)
18. Work# 2 (Kenji Kawai Extended Version)
19. Work# 3 (Kenji Kawai Extended Version)
20. Work# 4 (Kenji Kawai Extended Version)
21. Work# 1 (Kenji Kawai Unpublished Songs)
22. Work# 2 (Kenji Kawai Unpublished Songs)
23. Work# 3 (Kenji Kawai Unpublished Songs)
24. Work# 4 (Kenji Kawai Unpublished Songs)
25. Work# 1 (Akihisa Matsuura Extended Version)
26. Work# 2 (Akihisa Matsuura Extended Version)
27. Work# 3 (Akihisa Matsuura Extended Version)
28. Work# 4 (Akihisa Matsuura Extended Version)
29. Work# 1 (Akihisa Matsuura Unpublished Songs)
30. Work# 2 (Akihisa Matsuura Unpublished Songs)
31. Work# 3 (Akihisa Matsuura Unpublished Songs)

## Ranma ½ Wooden Carrying Box Special Selection
Tracce
1. Cat Cafe Menu Song
2. My Lover
3. Don't Make Me Wild Like You
4. Sad Farewell
5. Helpful Older Sister Shampoo

## Ranma ½ Super Best OST
Tracce
1. Don't Make Me Wild Like You
2. Let's Keep It Platonic
3. Equal Romance
4. Don't Mind China Boy
5. Little Date
6. So Many Memories
7. Lambada Ranma
8. Present
9. No Way! Part 2
10. Friends
11. Earth Orchestra
12. Poppy Flower
13. Don't Cry Any More
14. Positive
15. Love Seeker (Can't Stop It)
16. Between the Rainbow and the Sun